# OCN (텔레비전 채널)
OCN은 과학기술정보통신부에서 허가된 CJ ENM의 영화 텔레비전 채널이다.
1995년에 대우의 무역부문이 영화 채널 DCN(Daewoo Cinema Network, 대우 시네마 네트워크)을 설립했고, 이후 1999년에는 대우그룹의 경영난으로 인해 DCN이 동양그룹에 인수되면서 이름이 OCN으로 변경됐다.
또한 영화뿐만 아니라 《CSI》 시리즈, 《프리즌 브레이크》 등 미국 드라마 화제작들을 국내 최초로 소개하여 ‘미드 붐’을 형성해왔고, 매년 할리우드에서 제작되는 미국 드라마 시리즈를 수입하여 방영하고 있다. 이에 따라 과학수사 드라마 《CSI 시리즈》, 《마이애미 메디컬》, 《스파르타쿠스》, 《토치우드 : 미라클 데이》, 《프리즌 브레이크》, 《루터》, 《셜록》, 《바디 오브 프루프》, 《화이트 칼라》, 《퍼슨스 언노운》, 《뉴욕특수수사대》, 《성범죄수사대: SVU》, 《하우스》, 《전격Z작전 나이트 라이더》, 《멤피스 비트》, 《백 오브 본즈》, 《트레져 아일랜드》 등을 방영했다.
그리고 2000년대 중반에 들어서는 자체 제작 콘텐츠를 제작하여 첫 TV 영화인 《동상이몽》을 방영하여 높은 시청률과 관심을 이끌어냈고 이후 OCN은 지속적으로 자체제작 드라마에 투자하여 매년 2편 이상 방영해왔다.

## 자체 제작 프로그램

### 텔레비전 드라마

#### OCN 오리지널
- OCN 수목 드라마
- OCN 토일 드라마

### 예능 프로그램
- 연예뉴스 O (2008년)
- O씨내 (2022년 ~ )

### 실황 중계 프로그램
- 아카데미상

## 같이 보기
- OCN Movies
- OCN Movies 2